# Françoise Blanc
Pour les articles homonymes, voir Blanc (homonymie).
 (septembre 2017).
Si vous disposez d'ouvrages ou d'articles de référence ou si vous connaissez des sites web de qualité traitant du thème abordé ici, merci de compléter l'article en donnant les références utiles à sa vérifiabilité et en les liant à la section « Notes et références ».

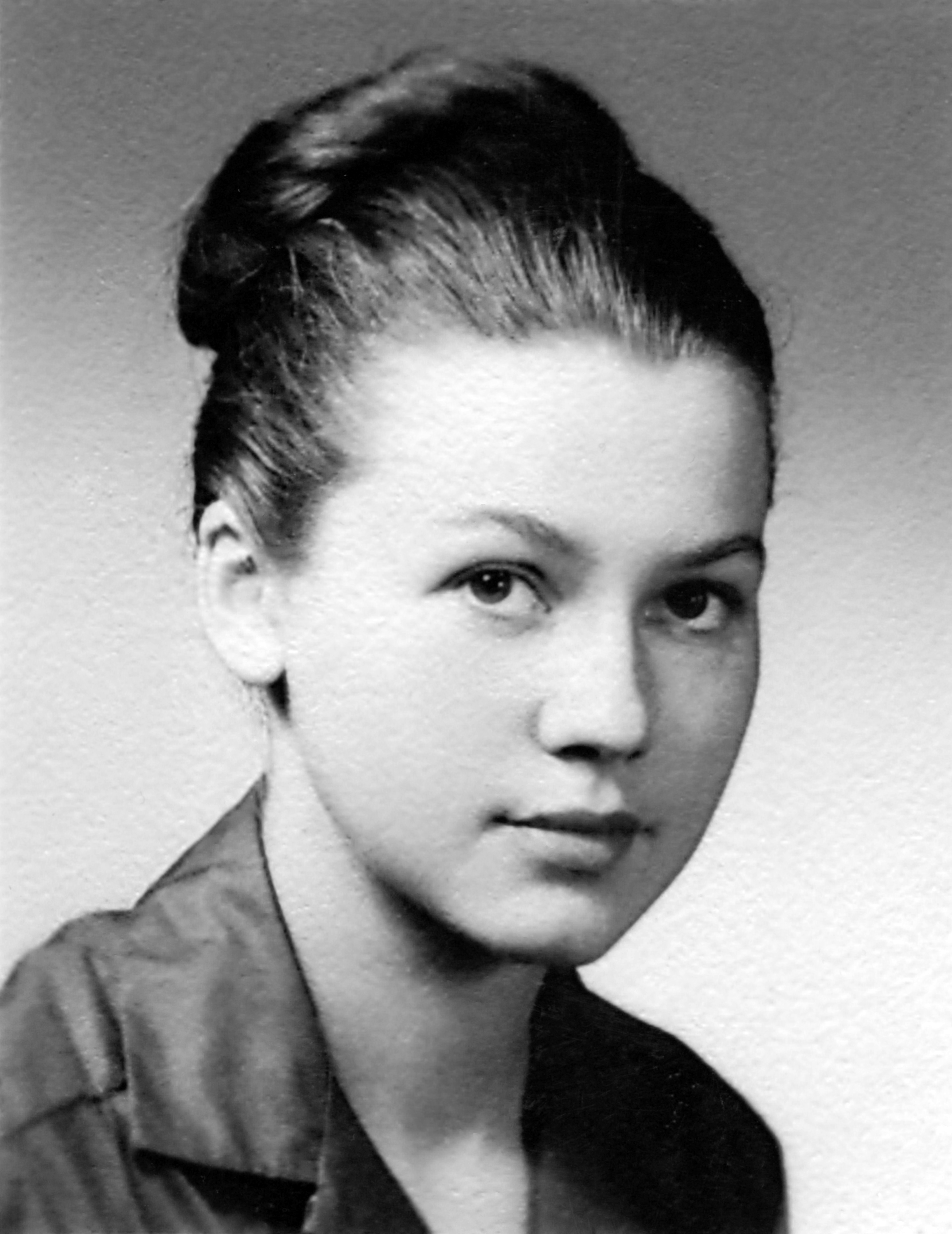
Françoise Blanc, professeur agrégée de l’enseignement secondaire à l’École normale de Tananarive, à Madagascar.

Françoise Blanc, née le 1er octobre 1936 à Vauchelles-les-Quesnoy et morte le 24 janvier 2017 à Montpellier, est une biologiste française.
Elle s'est principalement attachée à montrer l’intérêt de la zoogéographie génétique pour retracer la phylogénie des groupes animaux et pour organiser leur conservation.

## Biographie

### Jeunesse
Françoise Georgette Germaine Dingeon est née, avec son frère jumeau, Marcel, le 1er octobre 1936, dans la ferme de leurs grands-parents maternels, à Vauchelles-les-Quesnoy près d’Abbeville. Son enfance débute à Friville-Escarbotin où son père, Gervais Dingeon (1908-1967) est instituteur, tandis que sa mère, Reine Saint-Paul (1915-1969), s’occupe de leurs deux enfants.
Cette prime enfance prend brutalement fin avec le déclenchement de la Seconde Guerre mondiale et l’arrivée en Picardie des troupes allemandes. Son père est fait prisonnier et retenu dans l’oflag IV-D, en Poméranie orientale. Les bombardements allemands rasent Abbeville ; Friville-Escarbotin n’est pas épargnée. Sous l’effet de la terreur provoquée par l’arrivée de l’armée allemande, elle connaît, en mai 1940, l’exode qui la jette sur les routes, avec son frère, sa mère et ses grands-parents paternels, dans un cabriolet attelé d’un cheval, jusqu’à Saint-Christophe-de-Valains, en Ille-et-Vilaine. Mitraillée par les avions allemands, elle est séparée de sa famille et momentanément recueillie par des réfugiés belges.
Fin août 1944, sa mère est grièvement blessée par une grenade abandonnée par l’armée allemande en retraite. Elle est sauvée grâce au personnel hospitalier de l’armée canadienne dotée de pénicilline. Pendant toutes ces années, Françoise n'est scolarisée que très temporairement. Son grand-père paternel lui apprend à lire et à compter ; 1945 est sa seule année de scolarité primaire, à Saint-Blimont (Somme).
À son retour de captivité en mai 1945, son père est nommé professeur au lycée Jean-Baptiste-Say, dans le 16e arrondissement de Paris. Toute la famille quitte alors la Somme, s’installe à Paris et ensuite à Chaville (Yvelines).
Le jour de son dixième anniversaire, Françoise entre en 6e au lycée Lamartine à Paris 16e, puis à partir de la 4e au lycée de Versailles où elle réussit le baccalauréat de mathématiques élémentaires en 1954.

### Formation
Elle s’inscrit en faculté de sciences naturelles, à l’université de Jussieu ; elle est admise en propédeutique sciences (SPCN) en 1955 et passe, de 1956 à 1958, les quatre certificats de licence ès sciences biologiques et ès sciences géologiques : botanique, géologie, zoologie et physiologie. Elle obtient en 1959 la mention très bien à la soutenance de son DES de physiologie comparée, nécessaire pour le concours d’agrégation ès sciences biologiques auquel elle est reçue en 1961.

### Carrière

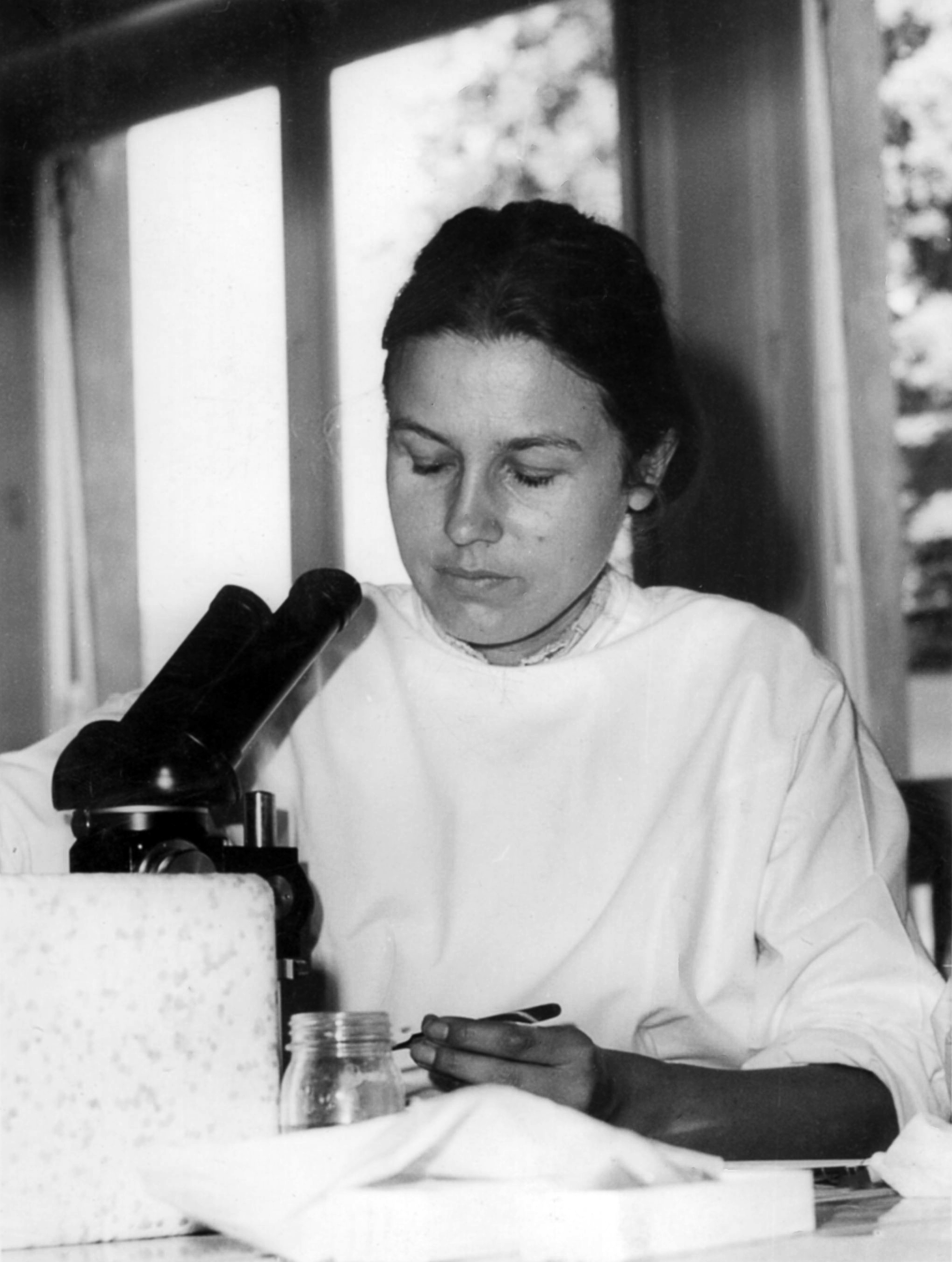
Françoise Blanc dans son laboratoire de génétique, à Tunis.

La même année, elle est nommée Professeur agrégée au lycée de jeunes filles d’Amiens. À la rentrée suivante, elle est détachée, à la suite de sa demande, au ministère de la Coopération et affectée au lycée Galliéni à Tananarive afin d’accompagner son mari, Charles Pierre Blanc (né le 4 août 1933), élève-professeur à l’École normale supérieure de Saint-Cloud. Elle l’a épousé le 27 juillet 1959 et partagea avec lui cinquante-sept années de vie commune. Libéré de ses obligations militaires, il est lui-même nommé, en 1961, assistant au sein de la faculté des sciences de la jeune université de Madagascar.
De 1962 à 1965, Françoise Blanc est affectée à l’École Normale de Tananarive. En 1965, un poste d’assistant de biologie est créé à la faculté des sciences de Tananarive ; de 1965 à 1971, elle franchit les grades d’assistante stagiaire à maître-assistante titulaire. 
Durant son séjour de neuf ans, elle donna naissance à deux enfants : Guillaume, né le 21 mars 1963, et Hélène, née le 9 octobre 1965 ; elle eut par la suite quatre petits-enfants.
De 1971 à 1973, Françoise Blanc est rattachée, avec le grade de maître-assistante titulaire, au laboratoire de zoogéographie fondé à Montpellier, par Renaud Paulian au sein de l’université Paul-Valéry.
Elle est détachée en 1973 au ministère des Affaires étrangères et affectée dans son grade à la faculté des sciences de Tunis, puis celui de maître de conférences, successivement à l’École normale supérieure de Tunis (1974-1977), et à la faculté de médecine de Tunis (1977-1979). Ce séjour d’une durée réglementaire limitée à six ans lui permet d’étudier une faune herpétologique non insulaire, adaptée à une forte aridité.
Elle rejoint ensuite le laboratoire de zoogéographie à l’université Montpellier 3, d’abord comme maître-assistante titulaire (1979-1983) puis comme professeur titulaire de seconde classe en 1983.
Statutairement, elle a toujours partagé son temps entre recherche et enseignement, secondaire puis supérieur. Elle prend sa retraite le 31 octobre 1997, à Montferrier-sur-Lez.
Sa vie durant, Françoise Blanc est passionnée par les voyages, à la fois par goût personnel et pour enrichir ses connaissances sur des pays d’un intérêt biogéographique particulier pour leur faune et leur flore, qui ont subi l’action de contraintes environnementales notoires. Elle a intensément parcouru les pays où elle a résidé et poursuivi des recherches pendant plusieurs années, comme Madagascar, la Tunisie, la Polynésie française. Elle a visité de nombreux pays, soit pour participer à des colloques (Tennessee, Oklahoma), soit pour répondre à des invitations d’organismes scientifiques dans le cadre de programmes internationaux (États-Unis, Japon, Mexique, Norvège), soit pour récolter des spécimens de laboratoire (île de Margarita et archipel de Los Roques au Venezuela ; divers atolls des cinq archipels de Polynésie française) ou pour dispenser à des étudiants un encadrement scientifique ou pédagogique (Maroc, Mexique).
Elle a participé, comme adhérente assidue du Club alpin français (en général avec son mari, lui-même professeur, spécialiste de zoogéographie), à de grands voyages, et en a même organisé parfois quelques-uns, notamment sur des îles et des montagnes, en Patagonie, aux Mascareignes, en Turquie, en Asie Centrale, dans le Pamir, le Tien Shan, le Népal, en Chine, au Vietnam, en Afrique orientale et Afrique du Sud, en Égypte, etc.

## Thèmes de recherches et résultats

### Gastéropodes terrestres Prosobranches et Pulmonés
Inventaire et révision systématique
Lors de son séjour à Madagascar, Françoise Blance est sensible à la disparition inéluctable de la faune sous l’action des atteintes aux formations forestières. Dès 1962, par son premier contact avec la réserve naturelle de Périnet, (forêt primaire du versant oriental), elle peut se rendre compte de l'abondance et de la diversité des Gastéropodes. Professeur dans l’enseignement secondaire, elle commence alors une série de collectes dans le but de compléter l’inventaire malacologique et d’initier la réalisation d’une collection de référence pour les étudiants. Ceci l'a conduite à une collaboration active avec le Laboratoire de Malacologie du Muséum national d'histoire naturelle (Edouard Fisher-Piette).
Les descriptions de l'anatomie de l'appareil génital et de la morphologie des radulas, qu’elle a effectuées à Tananarive, ont fourni les critères diagnostiques indispensables à une révision systématique. L'importance des récoltes a permis la rédaction de deux volumes de la série « Faune de Madagascar » : Gastéropodes Prosobranches et Pulmonés (respectivement no 80 [1993] et 83 [1994]).
L’originalité faunistique de Madagascar a donc initié une première orientation scientifique de Françoise Blanc vers une biogéographie traditionnelle de type descriptif et écologique. 
Biogéographie
Les nouveaux apports sur la localisation géographique des espèces ont permis de proposer un aperçu du peuplement en mollusques terrestres de Madagascar. Les taux d'endémisme des espèces de plusieurs genres (dont Tropidophora, Helicophanta, Ampelita (en)) ont été déterminés. Les relations entre les localisations des récoltes et les divisions phytogéographiques, ainsi que les affinités de la faune malacologique terrestre de Madagascar ont été évaluées.

### Reptiles

#### Phylogenèse des Iguanidés malgaches

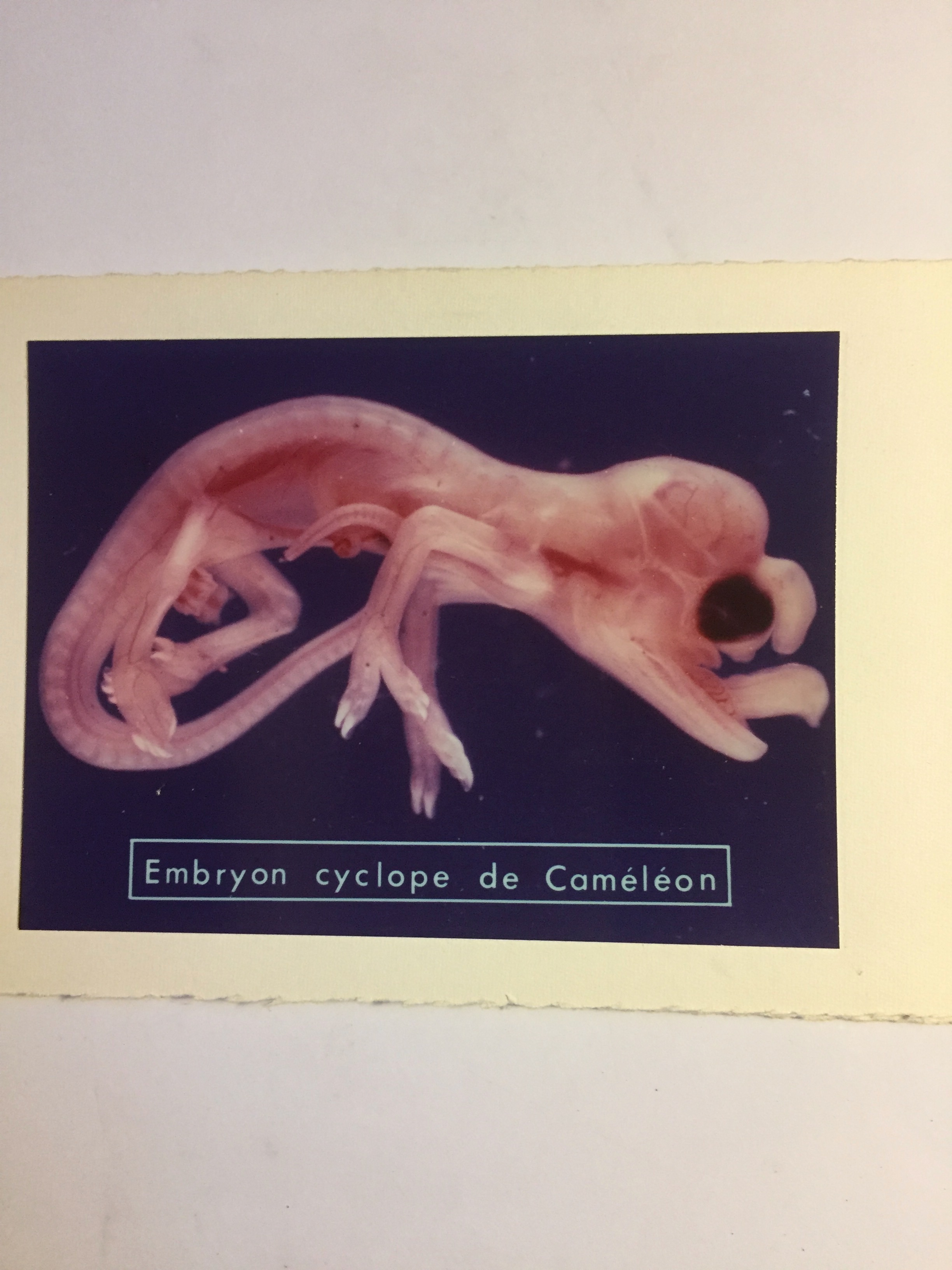
Embryon de Furcifer lateralis (Chamaeleonidés) atteint de l’anomalie de cyclopie, obtenu par Françoise, dans le Laboratoire d’Embryologie expérimentale et fonctionnelle, CNRS et Collège de France, à Nogent-sur-Marne, du Pr E. Wolff

La présence d’Iguanidés à Madagascar a été qualifiée d’énigme biogéographique car ils ne vivent qu’en Amérique et sur quelques îles très éloignées : Madagascar et la Grande Comore ainsi que quelques îles de l’archipel des Fidji et des Tonga. A Madagascar, ils sont représentés par deux genres et huit espèces. Françoise Blanc a contribué, par des études chromosomiques, sérotaxonomiques et immunochimiques, à l’analyse, par C.P. Blanc, de nombreux caractères morphologiques, anatomiques, éthologiques, etc.
Les relations phylogénétiques ont, en partie à l’aide de composantes génétiques, été précisées ainsi que les facteurs probables ayant conduit à leur spéciation.

#### Biologie du développement embryonnaire et postembryonnaire deFurcifer lateralis
Nos connaissances sur la famille des Chamaeleonidae, un des fleurons de l’herpétofaune malgache, étaient très incomplètes en ce qui concernait notamment leur développement. L’opportunité de pouvoir disposer en abondance d’œufs d’une même espèce ne pouvait être négligée. La possibilité de réaliser la première table de développement morphologique et chronologique d’un caméléon, a été saisie par Françoise Blanc. Cette étude a eu l’intérêt majeur de permettre aussi une analyse immunologique et électrophorétique de la mise en place, au cours du développement embryonnaire, de quelques enzymes, notamment des déshydrogénases, comme l’hypoxanthine-déshydrogénase (HXDH) et la lactic-déshydrogénase (LDH).
Pour réaliser ses recherches menées dans le cadre de la préparation de sa thèse de doctorat d’État, sur le développement embryologique, morphologique et enzymologique du caméléon des Hauts-Plateaux malgaches, Furcifer lateralis, auparavant appelé Chamaeleo lateralis, Françoise Blanc crée à la Faculté des Sciences de l’Université de Tananarive son premier laboratoire d’électrophorèse.

#### Biosystématique et biogéographie desacanthodactyles(Lacertidae)
En 1972-1973, elle met à profit son séjour à l’Université Paul-Valéry pour acquérir, à la Faculté de Médecine de Montpellier, une formation en génétique des populations, au tout début de l'essor de cette discipline. Son intérêt s'est alors déplacé de la biogéographie descriptive vers l'analyse des mécanismes et des facteurs biogéographiques actuels.
Affectée en 1974 à la Faculté des Sciences de Tunis, où elle crée son deuxième laboratoire d'électrophorèse, elle choisit comme matériel biologique de petits Lacertidés du groupe Acanthodactylus erythrurus, répandus dans l’arc Afrique du Nord - Espagne méridionale. Son intérêt scientifique est toujours orienté vers les problèmes de biogéographie. Son but est ici d’essayer d’intégrer, au niveau des populations, les données génétiques à celles de l’écogéographie. L’étude réalisée concerne l’analyse de la variation génétique des produits de 17-22 locus chez ces lézards d’Afrique du Nord et d’Espagne. Elle montre l’aide apportée à la systématique par l’outil génétique dans le cas d’espèces dont les critères de diagnose traditionnels sont des critères quantitatifs, à variation continue et à larges chevauchements interspécifiques. Cette aide permet d'évaluer les rôles de la dispersion et de la vicariance dans l'évolution des espèces et les mécanismes de spéciation expliquant l'endémisme et la distribution géographique des espèces du groupe A. erythrurus. Le statut des populations d’Espagne peut être expliqué par des hypothèses biogéographiques.

#### Reptiles divers
Dans le même contexte, Françoise Blanc a étudié la différenciation génétique des tortues terrestres apparentées à la seule espèce française, la tortue d’Hermann (Testudo hermanni), espèce protégée.
Passionnée par ses cours sur la biodiversité, elle a déployé des efforts constants pour compléter les inventaires de la faune des pays où elle exerçait. Elle a publié quelques notes d’observations biologiques ou écologiques sur les reptiles de zones montagneuses, comme le mont Bity, ou insulaires, comme la Polynésie française. Georges Pasteur lui a dédié, en 1995, une espèce nouvelle de Gekkonidés, Lygodactylus blancae.
En 1981, sa réintégration à l'université Montpellier 3 (Paul-Valéry), à dominante sciences humaines, lui permet un recentrage de son activité vers l'impact des actions anthropiques sur la diversité génétique des espèces menacées ou gérées (cas des oiseaux-gibier et des huîtres plates et perlières), l'homme étant considéré comme facteur biogéographique. L’objet est ici l’impact des actions anthropiques sur la diversité génétique d’espèces menacées ou à gestion contrôlée. La multiplication de conséquences néfastes, tant pour des raisons économiques que biologiques, conduit à développer activement des projets de recherches bien ciblés et à financement assuré. Les travaux menés ont alors pour but la conservation des ressources génétiques, les évaluations de la structuration génétique et des flux géniques entre les stocks sauvages et les stocks domestiques, et de l'impact des actions de repeuplement et de transfert sur la diversité génétique. Françoise va créer dès 1981, à l'Université de Montpellier 3, son troisième laboratoire d'électrophorèse qu’elle appelle Laboratoire de Zoogéographie Génétique.
Ses activités lui ont permis de nouer de multiples relations avec des organismes de recherche français et étrangers, tels les laboratoires d’embryologie expérimentale et fonctionnelle, CNRS et Collège de France, à Nogent-sur-Marne (E. Wolff, Y. Croisille) ; de biologie et génétique évolutives, CNRS, à Gif-sur-Yvette (M.L. Cariou) ; d’anatomie comparée, université Paris 7 (Ch. Devillers).
De nombreuses collaborations scientifiques ont été établies, en particulier avec les universités de Brest (M. Le Pennec), Montpellier (N. Pasteur), Paris XI (J.P. Cuif), Lyon (J.P. Gauthier) ; l’INA (K. Wada), l’EPHE (B. et F. Salvat), l’IFREMER (H. Grizel), le CNRS (C. Thiriot), l’ORSTOM [actuel IRD] (A. Intes), l’EVAAM - Établissement pour la valorisation des activités aquacoles et maritimes - et le SMA[Quoi ?] (Tahiti), le CIB - Corporate & Investment Bank - (M. Monteforte).

### Populations d'oiseaux-gibier

#### Cas des populations deperdrix grise,Perdix perdix
La perdrix grise, essentiellement européenne, a une aire de distribution disjointe : en France, à une large extension dans les plaines du Nord, s'opposent des îlots de peuplement discontinus dans la chaîne des Pyrénées (sous-espèce Perdix perdix hispaniensis). Elle a subi une importante réduction de ses effectifs à laquelle on a essayé de remédier par des lâchers de repeuplement.
L'originalité des populations de montagne par rapport aux échantillons de Beauce est remarquable. Un marqueur génétique de la population d'élevage est présent dans les échantillons des Pyrénées-Orientales, indiquant la participation à la reproduction du stock sauvage, d'oiseaux d'élevage lâchés dans un but de repeuplement. Ces témoins indiquent donc que certains oiseaux lâchés subsistent après la période de chasse et se reproduisent, altérant par là l'originalité du stock sauvage à laquelle les chasseurs pyrénéens sont pourtant très attachés.

#### Cas des espèces deperdrix rouge, du genreAlectoris
La perdrix rouge Alectoris rufa, espèce européenne, a fait l'objet de repeuplements. Deux types de repeuplement sont pratiqués :
1. à partir d'élevage de même espèce : ce sont les seuls repeuplements alors autorisés par les législations française et européenne ;
2. à partir d'hybrides A. rufa-A. chukar ; espèce asiatique, A. chukar a été autrefois importée comme espèce de substitution de la perdrix rouge, A. rufa ; leurs hybrides sont fertiles et font peser un risque sérieux sur l'espèce européenne, dont ils deviennent compétiteurs, par leur vigueur et leur fertilité plus élevées. L'introduction d'hybrides pour les repeuplements en perdrix rouge est interdite, mais aucun critère diagnostique morphologique ne permet de les distinguer de l'espèce parentale perdrix rouge.

Trois locus diagnostiques entre les deux espèces parentales ont, cependant, été identifiés par Françoise Blanc.

### Populations de mollusques bivalves
Les espèces de bivalves étudiées sont caractérisées par un niveau général élevé de diversité et un grand nombre d’allèles par locus. La structuration de leurs populations est bien marquée à l’échelle d’archipels (Polynésie française) ou de régions océaniques (Atlantique-Méditerranée) mais peu nette à l’échelle de populations locales.

#### Cas des huîtres plates,Ostrea edulis

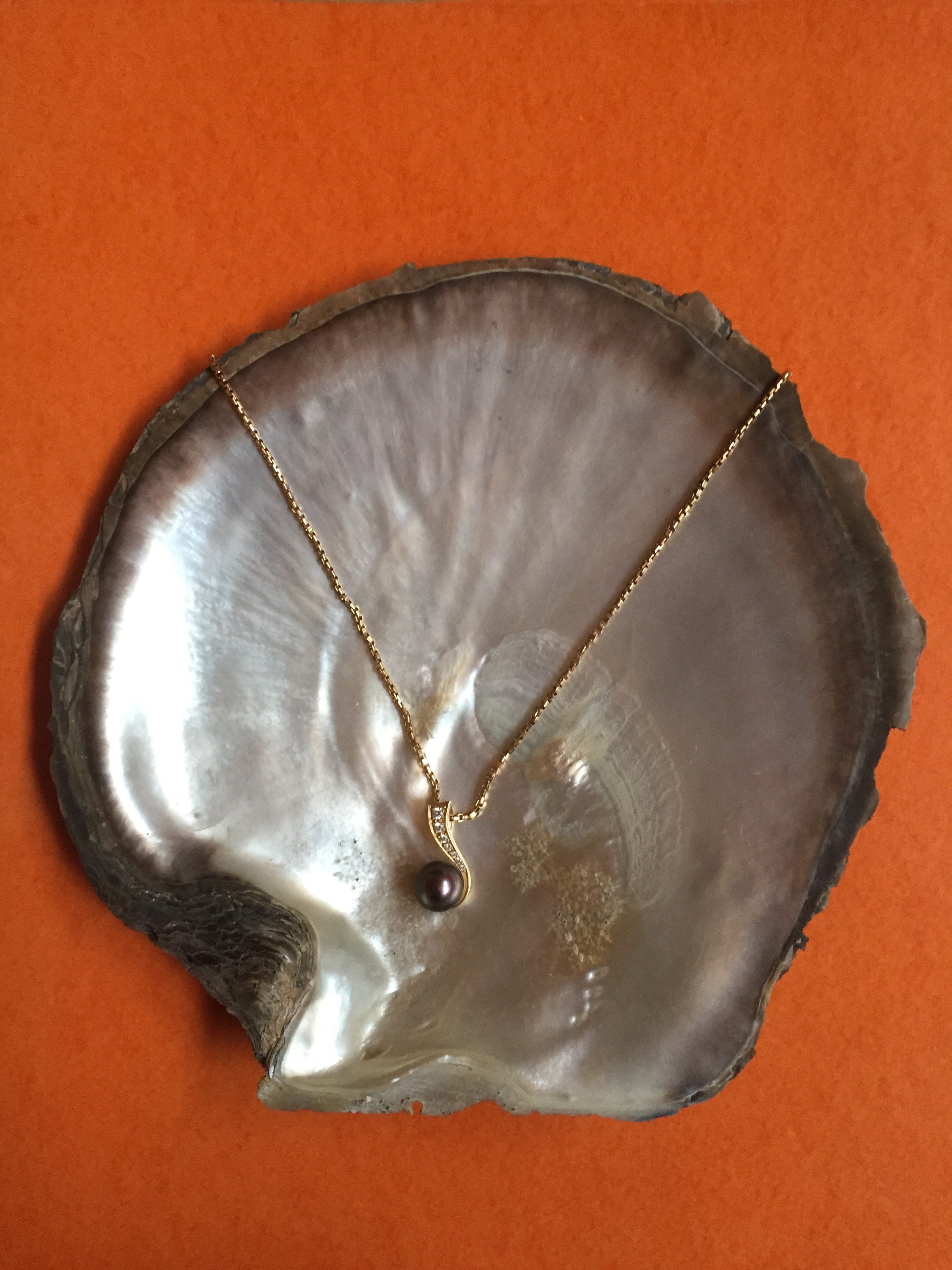
Face interne nacrée de la valve droite de Pinctada margaritifera (Ptériidés), montrant la ligne d’insertion du manteau, noire intense, qui a été transmise à la perle greffée.

Les stocks d’huître plate, Ostrea edulis, ont été décimés par deux épizooties dans le secteur Atlantique-Manche.
Une part importante du recrutement est caractérisée par une croissance lente en Méditerranée. L'analyse génétique montre que ce lot est constitué par une autre espèce d'huître, Ostrea stentina (en), sans intérêt économique. Les naissains et les jeunes recrues des deux espèces ne peuvent pas être distingués morphologiquement. Toutefois, ces deux espèces sympatriques d'Ostrea se distinguent génétiquement par trois locus diagnostiques,.

#### Cas des nacres perlières du genrePinctada
La stricte inféodation de P. margaritifera aux lagons coralliens rend la distribution de ses populations typiquement insulaire malgré l'immensité de son aire de distribution. On pourrait donc attendre, dans ce type d'espèce, une forte structuration génétique des populations au regard de leur isolement géographique. Une telle structuration rendrait compte de l'existence de morphes différenciées, reconnues traditionnellement, notamment en Polynésie française.
Des marqueurs de ces différentes morphes colorées seraient particulièrement utiles. En effet, contrairement aux autres espèces perlières du genre Pinctada, la zone externe du manteau est pigmentée d'un noir intense chez la majorité des individus de P. margaritifera. Quand, par l'activité du greffon, ce pigment est déposé dans les perles, il leur confère une originalité qui fait en grande partie leur valeur.
Les peuplements naturels actuels les plus importants de cette espèce se trouvent en Polynésie française. L'isolement géographique de la Polynésie située dans le Pacifique central les a, en effet, protégées de la surexploitation au XIXe siècle. Dans ce territoire formé de plus de 120 atolls ou îles hautes répartis sur une surface grande comme l'Europe, P. margaritifera, vivant uniquement à l'intérieur des lagons, a une distribution qui répond aux impératifs de la biogéographie insulaire : c'est l'espèce de bivalve dominante de quelques atolls (20 environ) alors qu'elle est complètement absente de lagons voisins.
Les relations entre trois entités de la super-espèce Pinctada margaritifera ont confirmé la spéciation allopatrique à travers le filtre biologique de la Grande Barrière du Pacifique de Pinctada mazatlanica (en),, espèce rencontrée en Basse-Californie.

## Publications
- S. Arnaud-Haond, F. Bonhomme, F. Blanc, M. Monteforte, Large discrepancies in differentiation of allozymes, nuclear and mitochondrial DNA loci in recently founded Pacific populations of the pearl oyster Pinctada  margaritifera, Journal of Evolutionary Biology no 16, 2003, p. 388-398.
- S. Arnaud-Haond, V. Vonau, F. Bonhomme, P. Boudry, F. Blanc, J. Prou, S. Seaman, E. Goyard, Spatio-temporal variation of the genetic composition of wild populations of pearl oyster (Pinctada margaritifera cumingii) in French Polynesia following 10 years of juvenile translocation, Molecular Ecology no 13, 2004, p. 2001-2007.
- C. P. Blanc, F. Blanc, Observations écologiques sur les Sauriens du Mont Bity, Ann. Univ. Madag. (Sci.), 5, 1967, p. 58-65, 6 fig.
- C. P. Blanc, F. Blanc, Observations biologiques (adultes, œufs, jeunes) sur quelques Sauriens du Mont Bity, Ann. Univ. Madag. (Sci.), 5, 1967, p. 67-74, 13 fig.
- C. P. Blanc, F. Blanc, J. Rouault, Modalities of the evolution of the Malagasy iguanids, 1982, p. 38-45 ; 3 fig. : in Iguanas of the World, G.M. Burghardt et A.S. Rand edit., Noyes publ., New York.
- C. P. Blanc, F. Blanc, J. Rouault, The interrelationships of Malagasy Iguanids, J. of Herpetology, 17(2), 1983, p. 129-136.
- C. P. Blanc, I. Ineich, F. Blanc, Composition et distribution de la faune des Reptiles terrestres en Polynésie française, Bull. Soc. Ét. Océan., 18(12), 1983, p. 1323-1335.
- Contribution à l'étude de la croissance post-embryonnaire de Chamaeleo lateralis Gray, 1831, Ann. Univ. Madag. (Sci.), 7, 1970, p. 321-343, 17 fig.
- Le cycle reproducteur chez la femelle de Chamaeleo lateralis Gray, 1831, Ann. Univ. Madag. (Sci.), 7, 1970, p. 345-358, 8 fig.
- Le développement de Chamaeleo lateralis Gray, 1831 (Reptilia, Chamaeleontidae) : Aspects morphologiques et enzymologiques, Thèse de Doctorat d’État ès Sciences Naturelles, Université de Paris VII, C.N.R.S. : AO 7614, 1972, 125 p., 19 pl. h.t., 37 tabl., 39 fig.
- Table de développement de Chamaeleo lateralis Gray, 1831, Ann. Embr. Morph., 7, 1973, p. 99-115, 7 pl.
- L'hypoxanthine-deshydrogénase au cours du développement post-embryonnaire et chez l'adulte de Chamaeleo lateralis (Reptilia, Chamaeleontidae), Bull. Soc. Zool. Fr., 99 (4), 1974, p. 753-764.
- Activité de l'hypoxanthine-deshydrogénase et excrétion des déchets azotés au cours du développement embryonnaire de Chamaeleo lateralis (Reptile, Chamaeleontidés), C. R. Acad. Sci., D, 279, 1974, p. 195-197.
- Étude immunochimique comparative des protéines sériques de Lacertiliens (Reptilia), Archs. Inst. Pasteur Tunis, 55 (3), 1978, p. 327-336.
- Évolution de la xanthine-deshydrogénase étudiée par microfixation du complément chez quelques Reptiles, C. R. Acad. Sc., Paris, 292, III, 1981, p. 543-546.
- Distribution géographique et variabilité génétique chez quatre espèces de lézards du genre Acanthodactylus, Bull. Soc. Herp. Fr., 23, 1982, p. 5-9.
- Estimation du polymorphisme enzymatique dans trois populations naturelles de Nacre (Pinctada margaritifera) en Polynésie française, C. R. Acad. Sc., Paris, 297, III, 1983, p. 199-202.
- Données de base sur la génétique de l'huître plate Ostrea edulis et de l'huître creuse Crassostrea gigas, Rapport final ATP Bases biologiques de l'Aquaculture, 1983, p. 9, 82, 102 (Participation au thème huître plate).
- Variabilité génétique des populations de Nacre Pinctada margaritifera et d'autres invertébrés marins en Polynésie française, Min. Rech. Ind., Rapport final : Faisabilité et premières données sur la Nacre, 12 p., 1983, 3 tabl.
- Polymorphisme électrophorétique de trois populations naturelles de l'huître plate Ostrea edulis, CNEXO-ISTPM no 82/2689, Rapport final, 1983, 10 p., 1 tabl.
- Variation géographique de la variabilité génétique d'Acanthodactylus pardalis dans quelques peuplements de Lacertiliens de Tunisie, Mediterranea, sér. Biol. no 7, 1984, p. 29-39.
- Recherches concertées sur la Nacre (Pinctada margaritifera : Étude de la structure minéralogique du test, Établissement d'une nacrothèque, Physiologie et alimentation, Polymorphisme génétique, Min. Ind. Rech. DOM-TOM. Polymorphisme génétique des populations de Nacre Pinctada margaritifera en Polynésie française, Rapport final Cordet B-407, 1984, 16 p., 5 fig.
- Recherches entreprises sur les populations de Nacre Pinctada margaritifera, Rapport scientifique Cordet, 1984, 26 p., 2 tabl.
- Variabilité génétique dans les populations sauvages, en gestion contrôlée et d'élevage de la Perdrix grise, p. 1-11. -In, Actes Adeprina, I.N.R.A. Paris, 13 février 1985.
- Variations génétiques et écologiques de deux Mollusques Lamellibranches d'intérêt économique : Différenciation géographique et suivi de naissains ou de recrues, 1, Ostrea edulis, Rapport final GIS ARM, 84/4443, 1985, 42 p., 7 fig.
- Analyse de la variation microgéographique du polymorphisme génétique chez la Nacre en Polynésie française. M.E.N. Biologie. Rapport final, 1985, 18 p., 7 fig.
- Variabilité génétique chez la Perdrix grise. Rapport final Conventions M.U.L., E.G.P.N. /U.P.V, 1984-1985, 64 p., 19 tabl., 8 fig.
- Structure génétique de trois populations de nacre perlière (Pinctada margaritifera) en Polynésie : objectifs, bilan, perspectives, O.F.A.I. no 4, 1986, p. 54-57.
- Cytogénétique et Polymorphisme biochimique des populations d'Ostréidés, Rapport final GIS ARM, 85/315013, 1986, 17 p., 3 fig.
- Variabilité génétique chez la Perdrix rouge Alectoris rufa (Phasianidae), Rapport final convention, 83/101 U.P.V./Secr. État Envir. Qual. Vie., 1987, 32 p., 6 fig.
- Différenciation génétique d’Acanthodactylus pardalis dans quelques peuplements de Lacertiliens de Tunisie, Bull. Écol. no 19 (2-3), 1988, p. 201-204.
- Étude génétique de la population de Tortues du Massif des Maures Testudo hermanni robertmertensi, Rapport final 4324. Min. Envir. E.G.P., 1988, 29 p., 2 fig.
- Recherche : le mystère de la perle noire, La gazette de Montpellier, 3. février 1989.
- Pinctada margaritifera : Le manteau, ses altérations en Polynésie, Rapport final Cordet 88/210, 1991, 214 p., 110 fig. et photos.
- Caracteristicas geneticas de las poblaciones de la Perdiz Roja Alectoris rufa, 1992, p. 79-85 in : La Perdiz Roja. Jornadas Técnicas. Edit., Fondation La Caixa Barcelone.
- F. Blanc, C.P. Blanc, Élevage de Chamaeleo lateralis, C. R. Soc. Herp. France, 1, 1971, p. 30-40, 4 fig.
- F.Blanc, C.P. Blanc, Caryotypes, 1977, p. 155-161, 4 fig. in : Les Iguanidés (Reptilia, Lacertilia), Faune de Madagascar, vol. 45, C.N.R.S.-O.R.S.T.O.M. édit.
- F. Blanc, C.P. Blanc Sérotaxonomie, 1977, p. 161-177, 4 pl. 2 fig. in : Les Iguanidés (Reptilia, Lacertilia), Faune de Madagascar, vol. 45, C.N.R.S.-O.R.S.T.O.M. édit.
- F. Blanc, C.P. Blanc, Les structures génotypiques multilocus des populations d'huîtres plates en France, Mappemonde no 87 (3), 1987, p. 27-29.
- F. Blanc, C.P. Blanc, H. Sqalli, Diversité génétique de la population de Tortues du Massif des Maures (France) Testudo hermanni hermanni (Gmelin, 1789), Mésogée no 48, 1988, p. 7-11.
- F. Blanc, F. Bonhomme, Polymorphisme génétique des populations naturelles de Mollusques d'intérêt aquicole, in : Proc. Symp. on Selection, Hybridization and genetic engineering in Aquaculture, 1987.
- F. Blanc, F. Bonhomme, M. Monteforte, C. Campanini, Genetic divergence between black-lipped perl oysters Pinctada margaritifera, P. mazatlanica populations, 1996, p. 103, in : Proceedings of the Eight International Coral Reef Symposium.
- F. Blanc, M.L. Cariou, High genetic variability of lizards of the sand-dwelling Lacertid genus Acanthodactylus, Genetica no 54, 1980, p. 141-147.
- F. Blanc, M.L. Cariou, Geographical Variability of Allozyme Variation and Genetic Divergence between Tunisian Lizards of the sand-dwelling Lacertid genus Acanthodactylus, Genetica no 72, 1987, p. 13-25.
- F. Blanc, M.L. Cariou, C.P. Blanc, Études sur les Acanthodactyles de Tunisie. V. Différenciation génétique et divergence, Amphibia-Reptilia no 3-4, 1981, p. 329-335.
- F. Blanc, P. Durand, Divergence génétique chez un Bivalve marin tropical : Pinctada margaritifera, 1987, p. 323-330 in : Coll. Nat. du C.N.R.S. Biologie des Populations, Lyon.
- F. Blanc, P. Durand, Genetic variability in natural Bivalves populations : the case of the black-lipped pearl oyster Pinctada margaritifera, La Mer no 27, 1989, p. 125-128.
- F. Blanc, P. Durand, R. Jabbour-Zahab, Diversité génétique des populations de perdrix rouges (Alectoris rufa) dans la région de Béziers (Hérault), Gibier Faune sauvage no 10, 1993, p. 293-302.
- F. Blanc, P. Durand, H. Jaziri, P. Pichot, Genetic diversity within and between populations of the european oyster : Ostrea edulis, 1987, p. 177-187, in : Proc. Symp. on Selection, Hybridization and genetic engeneering in Aquaculture of Fish and Shellfish for Consumption and Stocking, EIFAC/FAO, Bordeaux, 1986, vol. I.
- F. Blanc, P. Durand, M. Shinh-Milhaud, Genetic variability in populations of black pearl oyster Pinctada margaritifera (Mollusc, bivalve) from Polynesia, 1985, p. 113-118, in : Proc. fifth Internat. Coral Reef Congress, Tahiti, vol. 4.
- F. Blanc, H. Jaziri, Variation of allozymic polymorphism in Ostrea angasi and O. edulis, 1988, p. 331-332, in : Genetics in Aquaculture III, Norvège.
- F. Blanc, H. Jaziri, P. Durand, Isolement génétique et taxonomie des huîtres plates dans une lagune de la Méditerranée occidentale, C. R. Acad. Sc, Paris, 303, III, 1986, p. 207-210.
- F. Blanc, P. Ledemé, C.P. Blanc, Variation géographique de la diversité génétique chez la Perdrix grise (Perdix perdix), Gibier Faune Sauvage no 3, 1986, p. 5-41.
- F. Blanc, P. Ledemé, C.P. Blanc, Quelques résultats des travaux menés sur la variabilité génétique chez la Perdrix grise, Bull. O.N.C. no 113, 1987, p. 11-13.
- F. Blanc, P. Ledemé, C.P. Blanc, Variations de la variabilité génétique chez la Perdrix grise, La Terre et la Vie, supl. 4, 1987, p. 199.
- F. Blanc, P. Pichot,  J. Attard, Genetic variability in the European Oyster Ostrea edulis : Geographic variation between local stocks, 1986, p. 362-363 in : Genetics in Aquaculture II, Proc. Sec. Internat. Symp. on Genetics in Aquaculture, G.A.E. Gall et C.A. Busack Ed., Elsevier.
- P.G. Caretto, P. Durand , F. Blanc, Apport de l'analyse biométrique à l'étude des relations phylogénétiques de la nacre fossile Pteria margaritifera studeri Mayer (Mollusque, Bivalve, Pteriidae), Att. Soc. Ital. Sc. Nat. Mus. Civ. Stor. Nat, Milan, 130 (15), 1989, p. 205-216.
- P. Durand, F. Blanc, Divergence génétique chez un bivalve marin tropical Pinctada margaritifera, 1986, p. 323-330, in : Coll. Nat. CNRS. Biologie des populations.
- P. Durand, F. Blanc, Diversité génétique chez un Bivalve marin tropical : Pinctada margaritifera Linné, 1758, Bull. Soc. Zool no 113 (3), 1989, p. 293-304.
- P. Durand, K.T. Wada, F. Blanc, Electrophoretic variation in a natural sample of black-lipped Pearl Oyster Pinctada margaritifera from Japan no 434, 1990, p. 117, in : Japanese Symposium of Fisheries Agency in Nippon Suisan Gakkaishi.
- P. Durand, K. T. Wada, F. Blanc, Genetic variation in wild and hatchery stocks of the black pearl oyster, Pinctada margaritifera from Japan, Aquaculture no 110, 1993, p. 27-40.
- E. Fischer-Piette, C.P. Blanc, F. Blanc, F. Salvat, Gastéropodes terrestres, Tome 1 : Prosobranches : 281 p., 16 cartes, 16 pl., 114 fig. Faune de Madagascar, vol.80, C.N.R.S.-O.R.S.T.O.M. édit, 1993.
- E. Fischer-Piette, C.P. Blanc, F. Blanc, F. Salvat, Gastéropodes terrestres, Tome 2 : Pulmonés : 551 p., 35 cartes, 45 pl., 194 fig.- Faune de Madagascar, vol. 83, C.N.R.S.-O.R.S.T.O.M. édit, 1994.
- E. Fischer-Piette, F. Blanc, Le peuplement de Mollusques terrestres, 1972, p. 459-476, 2 fig., 2 pl. in : Biogeography and Ecology in Madagascar, série Monographiae Biologicae, W. Junk., La Hague.
- E. Fischer-Piette, F. Blanc, F.Salvat, Complément aux Mollusques Operculés terrestres de Madagascar, Mém. Mus. Hist. Nat. no 55 (série A, fasc. 2), 1969, p. 109-144, 2 pl. h. t.
- E. Fischer-Piette, F. Blanc, F.Salvat, Complément aux Mollusques Pulmonés de Madagascar, Mém. Mus. Hist. Nat. no 59, 1971, 2 pl. h. t.
- E. Fischer-Piette, F. Blanc, F.Salvat, Complément aux Mollusques Pulmonés de Madagascar, Bull. Mus. Hist. Nat, Paris, 3e série, no 288, Zoologie 198, 1975, p. 210-278, 5 pl., 31 fig. dans le texte.
- E. Fischer-Piette, F. Blanc, D. Vukadinovic, Additions aux Mollusques terrestres de Madagascar, Bull. Mus. Hist. Nat, Paris, 3e série, no 218, Zoologie 146, 1974, p. 465-525, 5 pl., 32 fig. dans le texte.
- R. Jabbour, D. Chagot, F. Blanc, H. Grizel, Mantle Histology, Histochemistry and Ultrastructure of the Pearl Oyster Pinctada margaritifera (Linné, 1758), Aquatic Living Resources no 5, 1992, p. 287-298.
- H. Jaziri, F. Blanc, Hétérozygotie et performances de croissance chez Ostrea edulis (Mollusque, Bivalve) en Méditerranée occidentale, Bull. Soc. Zool no 115 (1), 1992, p. 13-22.
- J. Stolkowski, A. Reinberg, F. Blanc-Dingeon, Action de la température sur les mouvements du potassium et la polymérisation des acides ribonucléiques de cœurs isolés d'Helix aspersa (Müller) maintenus en survie, J. Physiol. no 52, 1960, p. 228-229.